# Tractat de Fontainebleau (1679)
|  | Per a altres significats, vegeu «Tractat de Fontainebleau». |

El Tractat de Fontaineblau signat a Fontainebleau el 2 de setembre del 1679 entre el rei de Dinamarca i Noruega Cristià V i Carles XI de Suècia de l'Imperi Suec, sota la pressió de Lluís XIV de França, aliat de Suècia, va terminar la Guerra d'Escània (1675-1679).
El tractat va estipular que s'havia de tornar a Suècia tots els territoris perduts durant la guerra (que es trobaven sobretot al nord Alemanya: entre d'altres Holstein-Gottorp, Rügen i Pomerània), i de retornar a les condicions del Tractat de Copenhagen del 1660. Va ser completat i detallat per la Pau de Lund del 26 de setembre del mateix any. Cap de les dues potències van obtenir el control del mar Bàltic, el que va ser un dels reptes de l'inici de la guerra. Aquesta pau va ser confirmada el 1680 pel casament del rei de Suècia amb Ulrica Elionor de Dinamarca, la germana de Frederic III de Dinamarca.